# Gallatin County, Kentucky
Gallatin County är ett administrativt område i delstaten Kentucky, USA. År 2010 hade countyt 8 589 invånare. Den administrativa huvudorten (county seat) är Warsaw. 

## Geografi
Enligt United States Census Bureau har countyt en total area på 271 km². 256 km² av den arean är land och 15 km² är vatten. 

### Angränsande countyn
- Switzerland County, Indiana - nord
- Boone County - nordost
- Grant County - sydost
- Owen County - syd
- Carroll County - väst